# Sora Yachi
Sora Yachi (ur. 4 maja 2000 w Shiwie) – japoński kombinator norweski. Uczestnik Zimowych Igrzysk Olimpijskich 2022.

## Kariera
Po raz pierwszy na arenie międzynarodowej zaprezentował się 4 marca 2017 roku kiedy wystartował w zawodach FIS. Zajął wtedy 22. miejsce w zawodach metodą Gundersena w Sapporo. W styczniu 2019 roku wystąpił na mistrzostwach świata juniorów w Lahti, zajmując szóste miejsce w zawodach drużynowych. Podczas rozgrywanych rok później mistrzostw świata juniorów w Oberwiesenthal zajął 24. miejsce w Gundersenie.
W Puchar Świata zadebiutował 15 stycznia 2021 roku w Val di Fiemme, gdzie zajął 45. miejsce w Gundersenie. Pierwsze punkty wywalczył 7 lutego 2021 roku w Klingenthal, zajmując 28. miejsce. 
Podczas rozgrywanych w lutym 2022 roku igrzysk w Pekinie zajął 30. miejsce na normalnej skoczni.

## Osiągnięcia

### Igrzyska olimpijskie
| Miejsce | Dzień    | Rok  | Miejscowość | Konkurencja           | Wynik zwycięzcy | Strata  | Zwycięzca      |
| ------- | -------- | ---- | ----------- | --------------------- | --------------- | ------- | -------------- |
| 30.     | 9 lutego | 2022 | Zhangjiakou | Gundersen HS106/10 km | 25:07,7         | +3:30,9 | Vinzenz Geiger |

### Mistrzostwa świata
| Miejsce | Dzień     | Rok  | Miejscowość | Konkurencja           | Wynik zwycięzcy | Strata  | Zwycięzca          |
| ------- | --------- | ---- | ----------- | --------------------- | --------------- | ------- | ------------------ |
| 29.     | 25 lutego | 2023 | Planica     | Gundersen HS102/10 km | 24:36,3         | +2:57,9 | Jarl Magnus Riiber |
| 7.      | 1 marca   | 2023 | Planica     | Sztafeta HS138/4x5 km | 47:20,4         | +2:42,1 | Norwegia           |
| 25.     | 4 marca   | 2023 | Planica     | Gundersen HS138/10 km | 23:42,6         | +4:27,8 | Jarl Magnus Riiber |
| 26.     | 1 marca   | 2025 | Trondheim   | Kompakt HS102/7,5 km  | 17:13,4         | +1:29,6 | Jarl Magnus Riiber |
| 5.      | 7 marca   | 2025 | Trondheim   | Sztafeta HS138/4x5 km | 50:37,7         | +3:15,9 | Niemcy             |
| 25.     | 8 marca   | 2025 | Trondheim   | Gundersen HS138/10 km | 24:57,5         | +4:28,4 | Jarl Magnus Riiber |

### Mistrzostwa świata juniorów
| Miejsce | Dzień       | Rok  | Miejscowość    | Konkurencja           | Wynik zwycięzcy | Strata  | Zwycięzca          |
| ------- | ----------- | ---- | -------------- | --------------------- | --------------- | ------- | ------------------ |
| 6.      | 25 stycznia | 2019 | Lahti          | Sztafeta HS100/4x5 km | 53:16,4         | +50,6   | Niemcy             |
| 24.     | 4 marca     | 2020 | Oberwiesenthal | Gundersen HS105/10 km | 24:00,1         | +4:23,9 | Jens Lurås Oftebro |

### Puchar Świata

#### Miejsca w klasyfikacji generalnej
- sezon 2020/2021: 54.
- sezon 2021/2022: 30.
- sezon 2022/2023: 36.
- sezon 2023/2024: 42.
- sezon 2024/2025: 33.

#### Miejsca na podium chronologicznie
Jak dotąd Yachi nie stawał na podium zawodów PŚ.

### Puchar Kontynentalny

#### Miejsca w klasyfikacji generalnej
- sezon 2019/2020: 62.

#### Miejsca na podium chronologicznie
Jak dotąd Yachi nie stawał na podium zawodów PK.

### Letnie Grand Prix

#### Miejsca w klasyfikacji generalnej
- 2019: (61.)[4]
- 2021: nie brał udziału
- 2022: (26.)[5]

#### Miejsca na podium chronologicznie
Jak dotąd Yachi nie stawał na podium zawodów LGP.